# Roberto Villamarín
Roberto Daniel Villamarín Mora (Pisco, 25 settembre 1997) è un calciatore peruviano, difensore dell'UTC Cajamarca.

## Carriera
Ha giocato nella prima divisione peruviana.